# Panbeb
Paneb (nacido bajo Ramsés II y muerto probablemente en 1193 a. C. en Deir el-Medina) fue un criminal egipcio, líder de una banda y capataz de la decimonovena dinastía en la ciudad obrera de Deir el-Medina. Su vida se conoce a través de papiros y ostracones que reconstruyen los registros judiciales con las denuncias y testimonios contra él.

## Biografía
Paneb era hijo adoptivo de Neferhotep, capataz de Deir el-Medina. Fue acusado por Amennajt, hijo de Neferhotep, de asesinato, perjurio, robo, asalto, homicidio, hurto de las herramientas de trabajo, adulterio, favoritismo, malversación y violación, así como de desvalijar las tumbas reales. Con su banda lideró varios enfrentamientos con otras bandas rivales en Deir el-Medina. Tras haber robado en las cámaras funerarias de las hijas de Ramsés, él y sus secuaces saquearon en 1198 a. C. la tumba de Seti II inmediatamente después de su entierro. Descubierto por un funcionario, éste fue sobornado. A pesar de que sus crímenes fueron registrados en detalle, no hubo condena. Paneb contó posteriormente que habría amenazado a su padrastro y a sus rivales con asesinarlos, y, de hecho, Neferhotep fue asesinado más tarde a manos de su enemigo, como figuró en el informe. Paneb reclamó el puesto de capataz de su padrastro, aunque su herencia debía ser únicamente para los descendientes directos. Para conseguir su propósito, sobornó al visir Paraemheb, que le otorgó el cargo en lugar de a Amennajt. Más tarde hubo quejas y un proceso, pero no se han encontrado registros acerca del mismo; quizá no se llevó a cabo en Deir el-Medina. A partir de entonces, Paneb y su hijo Aapahat ya no son mencionados; probablemente fueron ejecutados y sea el capataz ajusticiado que se menciona en un ostracón: en el año seis de Siptah se ejecutó a un capataz. 
Fue enterrado en Tebas, en una tumba prácticamente destruida.

## Testimonios de su época
- El papiro Salt 124 del British Museum.
- Una mesa de ofrendas con su nombre, reconocida con la referencia W957.[1]